# 康迪亚格
康迪亚格（法語：Candillargues，法語發音：[kɑ̃dijaʁɡ]）是法国埃罗省的一个市镇，位于该省东部，地中海沿岸，属于蒙彼利埃区。

## 地理
康迪亚格（43°37'12"N, 4°4'5"E）面积8.23 平方千米，位于法国奧克西塔尼大區埃罗省，该省份为法国南部沿海省份，南濒地中海，西南接奥德省，西北接塔恩省和阿韦龙省，东北与加尔省接壤。
与康迪亚格接壤的市镇（或旧市镇、城区）包括：朗萨格、莫吉奥、米代松。

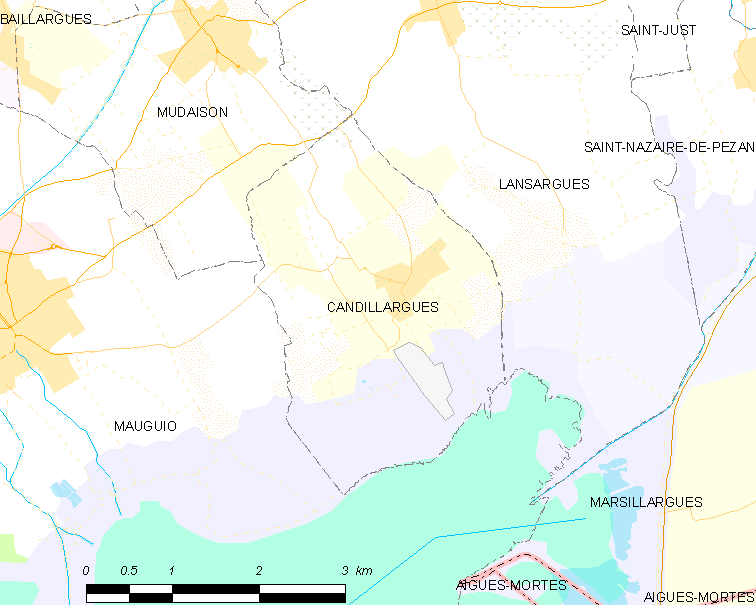
康迪亚格的OSM定位图

康迪亚格的时区为UTC+01:00、UTC+02:00（夏令时）。

## 行政
康迪亚格的邮政编码为34130，INSEE市镇编码为34050。

## 政治
康迪亚格所属的省级选区为莫吉奥县。

## 人口

1962-2008年间康迪亚格人口变化图示

康迪亚格于2022年1月1日时的人口数量为2102人。

## 交通
埃罗省省道D172线和D172E6线经过境内。